# Ouagne
Ouagne ist eine französische Gemeinde mit 148 Einwohnern (Stand: 1. Januar 2022) im Département Nièvre in der Region Bourgogne-Franche-Comté. Sie gehört zum Arrondissement Clamecy und zum Kanton  Clamecy. 

## Geographie
Ouagne liegt etwa 53 Kilometer nordnordöstlich von Nevers. Nachbargemeinden von Ouagne sind Rix im Norden, Villiers-sur-Yonne im Osten, Amazy im Südosten, Saint-Germain-des-Bois im Süden, Cuncy-lès-Varzy im Südwesten, Saint-Pierre-du-Mont im Westen sowie Breugnon im Nordwesten.

## Bevölkerungsentwicklung
| Jahr                       | 1962 | 1968 | 1975 | 1982 | 1990 | 1999 | 2006 | 2011 | 2016 |
| Einwohner                  | 155  | 180  | 183  | 189  | 207  | 210  | 179  | 162  | 155  |
| Quellen: Cassini und INSEE |      |      |      |      |      |      |      |      |      |

## Sehenswürdigkeiten
- Kirche Saint-Gervais und Saint-Protais
- Schloss Châteauvert

## Weblinks

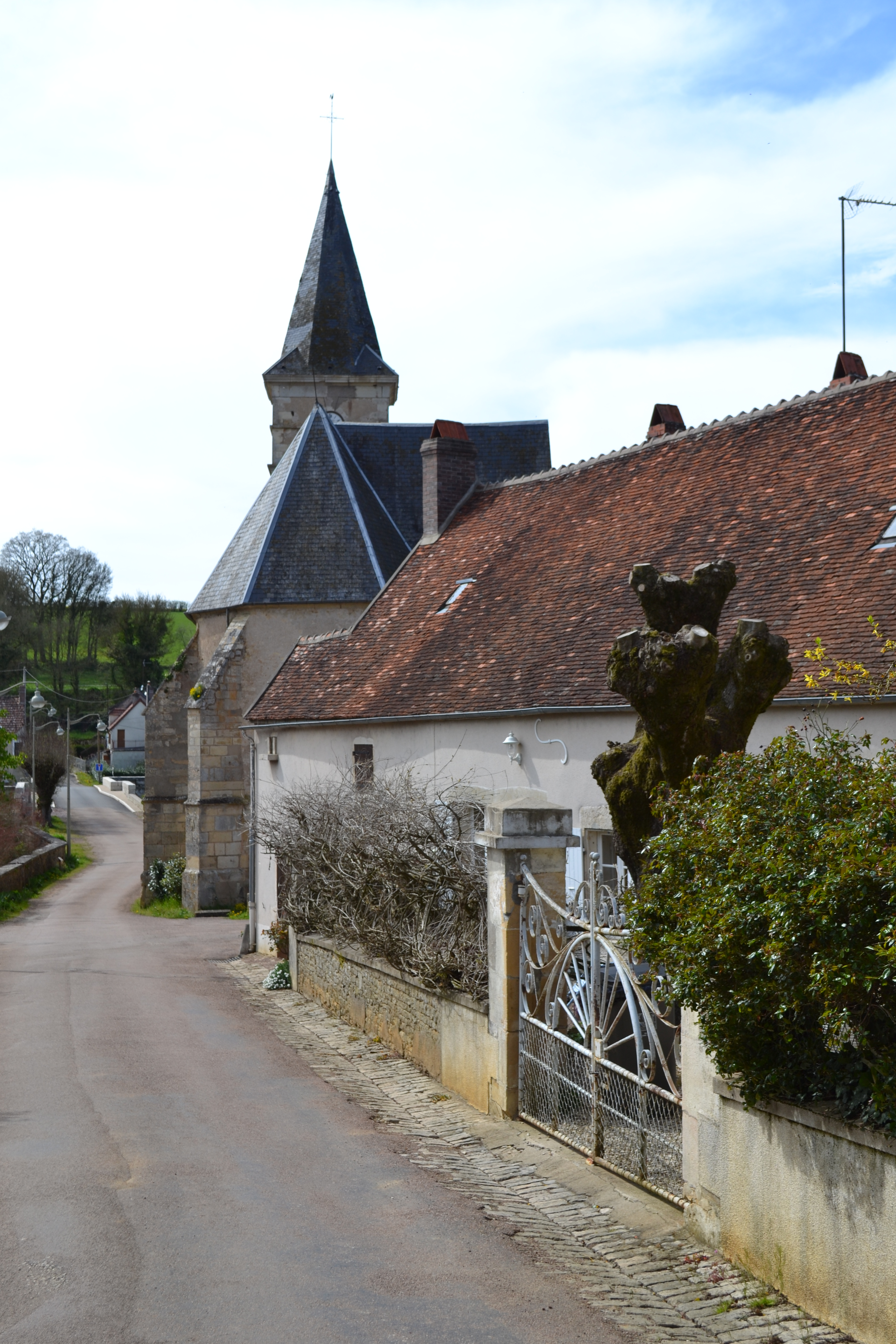
Straße zur Kirche